# Orthoporidroides erectus
Orthoporidroides erectus är en mossdjursart som först beskrevs av Campbell Easter Waters 1888.  Orthoporidroides erectus ingår i släktet Orthoporidroides och familjen Celleporidae. Inga underarter finns listade i Catalogue of Life.